# 黄秀虹
黄秀虹，现任鹏润控股集团董事长、原国美控股集团总裁，在兄長黄光裕、黄俊钦出事後，接掌國美、鹏润控股。

## 社會公職
担任中国企业联合会副会长、中国企业家协会副会长、中国商业联合会副会长、中国经营连锁协会理事。2018年1月17日，政协北京市第十二届委员会常务委员会召开第三十九次会议审议通过：经济界代表黄秀虹，当选为政协北京市第十三届委员会委员。

## 生平
黄秀虹在接手鹏润後在金融、風險投資、實業加強布局，現在鹏润已是集金融、地產、風險投資、實業的企業集團
在黃氏家族和陳曉的國美零售權鬥中黄秀虹、其嫂杜鵑成功令貝恩資本支持黃氏家族，令其兄長黃光裕可以對國美零售繼續握有控制權 

## 商界職務
歷任香港上市公司國美零售非執行董事、深圳上市公司中關村科技發展(控股)股份有限公司的董事及若干國美系關連公司董事、鵬潤控股集團董事長

## 學歷
根據2020年國美零售年報董事覆歷，黃氏持有赫爾辛基商學院工商管理碩士學位，目前在清華大學五道口金融學院攻讀金融 EMBA。